# Charles Martin (architecte)
Pour les articles homonymes, voir Martin et Charles Martin.
Charles Martin, né le 23 août 1819 à Bourg-en-Bresse et mort dans cette même commune le 4 septembre 1888 , est un architecte français.

## Biographie
Charles Martin étudie à l'école centrale des arts et manufactures de Paris où il obtient un diplôme d'ingénieur civil le 14 août 1841. Il est architecte à Paris de 1842 à 1848 et est nommé architecte du département de l'Ain le 16 juillet 1849.

## Réalisations
Il réalise les travaux d'architecture suivants, :
- hôtel de préfecture de l'Ain à Bourg-en-Bresse ;
- églises de Reyssouze et de Saint-Bénigne ;
- restauration du château de Loriol ;
- hôpital de Pont-de-Vaux ;
- lycée de Bourg ;
- hospice de la charité de Bourg-en-Bresse ;
- prison de Trévoux ;
- hôtel de sous-préfecture de Nantua ;
- hôtel de sous-préfecture de Belley ;
- monument funéraire de Joseph-Marie Carriat.

## Distinction
Il est membre de la société académique d'architecture de Lyon le 8 janvier 1863, de la société d'émulation de l'Ain et membre fondateur de la société littéraire, historique et archéologique de l'Ain. Il est également fait chevalier de la Légion d'honneur le 14 août 1841.